# ماريا ريجان
ماريا ريجان (بالكرواتية: Marija Režan) مواليد 8 أغسطس 1989 في زادار، جمهورية يوغوسلافيا الاشتراكية الاتحادية، هي لاعبة كرة سلة كرواتية. بدأت مسيرتها الاحترافية في سنة 2006. تلعب في الدوري البولندي لكرة السلة للسيدات كلاعب وسط. وتحمل الرقم 9. مثلت منتخب بلادها. شاركت في دورة الألعاب الأولمبية الصيفية سنة 2012. لعبت مع نادي غوسبيتش لكرة السلة للسيدات ونادي أفينيدا لكرة السلة للسيدات.

## روابط خارجية
- ماريا ريجان على موقع الاتحاد الدولي لكرة السلة (الإنجليزية)
- ماريا ريجان على موقع كرة السلة الأوروبية.كوم (الإنجليزية)
- ماريا ريجان على موقع بروبوليرز (الإنجليزية)
- ماريا ريجان على موقع سبورتس رفرنس (الإنجليزية)
- ماريا ريجان على موقع أوليمبيديا (الإنجليزية)